# Мур, Бенджамин Бейкер
Бе́нджамин Бе́йкер Мур (англ. Benjamin Baker Moeur; 22 декабря 1869, Дешерд, Теннесси — 16 марта 1937, Темпе, Аризона) — американский политик, 4-й губернатор Аризоны.

## Биография
Бенджамин Бейкер Мур родился в Дешерде, штат Теннесси, в семье врача, который в 1873 году вместе с семьёй переехал в Техас, где стал разводить крупный рогатый скот. До 18 лет Бен был погонщиком скота, после чего поступил в Университет Арканзаса, где в 1896 году получил степень доктора медицины. Спустя несколько месяцев, вслед за своим братом, Мур переехал на Территорию Аризона и поселился в Темпе, где занялся медицинской практикой.
В 1910 году Мур стал членом Конституционного Конвента Аризоны. На протяжении 8 лет он был членом школьного совета Темпе и 12 лет — Нормальной школы Темпе (ныне Университет штата Аризона). 8 ноября 1932 года Мур был избран губернатором штата Аризона, а 2 января 1933 года был приведён к присяге. 6 ноября 1934 года Мур был переизбран на второй срок.
Губернаторство Мура пришлось на разгар Великой депрессии, и он сделал несколько шагов для облегчения экономической ситуации. Мур инициировал введение налогов с продаж, на роскошь и на прибыль, снижение налогов на недвижимость на 40 %, а также представил в легислатуру бюджет, в котором расходы были сокращены на $ 4,5 млн.
Мур покинул свой пост 4 января 1937 года и умер 16 марта 1937 года, всего через два месяца после ухода с должности. Доктор Бенджамин Мур похоронен на кладбище Butte в Темпе, штат Аризона.